# زاده ۱۹۱۷ در لایدن‌اشتات
«زاده ۱۹۱۷ در لایدن‌اشتات» (فرانسوی: Né en 17 à Leidenstadt‎) تک‌آهنگی از هنرمند اهل فرانسه ژان-ژاک گلدمن است که توسط گروه موسیقی سه‌نفرهٔ فردریکس گلدمن جونز اجرا و در سال ۱۹۹۱ میلادی منتشر شد.
اشعار متن ترانه توسط ژان-ژاک گلدمن نوشته شده و هر بخش از آن، توسط یکی از سه عضو این گروه موسیقی خوانده می‌شود.

## جداول موسیقی
| جدول (۱۹۹۱)                          | بالاترین رتبه |
| ------------------------------------ | ------------- |
| اروپا (۵۰ آهنگ برتر ایرپلی اروپا)    | ۲۰            |
| اروپا (یوروچارت هات ۱۰۰)             | ۵۹            |
| فرانسه (جدول ایرپلی [ایستگاه‌های AM]) | ۱             |
| فرانسه (اس‌ان‌ئی‌پی)                    | ۱۱            |
| کبک (ADISQ)                          | ۴۵            |